# Caletes apterus
Caletes apterus är en insektsart som beskrevs av Ludwig Redtenbacher 1892. Caletes apterus ingår i släktet Caletes och familjen gräshoppor. Inga underarter finns listade i Catalogue of Life.